# Чапаево (Московская область)
Чапа́ево (до 1920-х годов — Соколово) — деревня в Лотошинском районе Московской области России.
Относится к городскому поселению Лотошино, до реформы 2006 года относилась к Кировскому сельскому округу. Население — 27 чел. (2010).

## География
Расположена примерно в 5 км к северо-западу от районного центра — посёлка городского типа Лотошино, в 1,5 км к юго-востоку от озера Большое Соколово. В деревне одна улица — Лесная. Автобусная остановка на дороге Звягино — Лотошино. Соседние населённые пункты — деревни Звягино и Ошенево.

## Исторические сведения
По сведениям 1859 года Соколово — владельческое сельцо 2-го стана Старицкого уезда Тверской губернии, по Волоколамскому и Гжатскому трактам, при озере Соколовском, в 51 версте от уездного города, с одним двором, двумя заводами и 12 жителями (8 мужчин, 4 женщины).

## Население
| 1859 | 2002 | 2006 | 2010 |
| ---- | ---- | ---- | ---- |
| 12   | ↗37  | ↘29  | ↘27  |